# American Radiator Building
L'American Radiator Building, à présent dénommé American Standard Building et aussi connu sous le nom de Bryant Park Hotel, est un gratte-ciel américain situé dans la ville de New York, dans l'arrondissement de Manhattan. Il donne sur Bryant Park.

## Historique et architecture

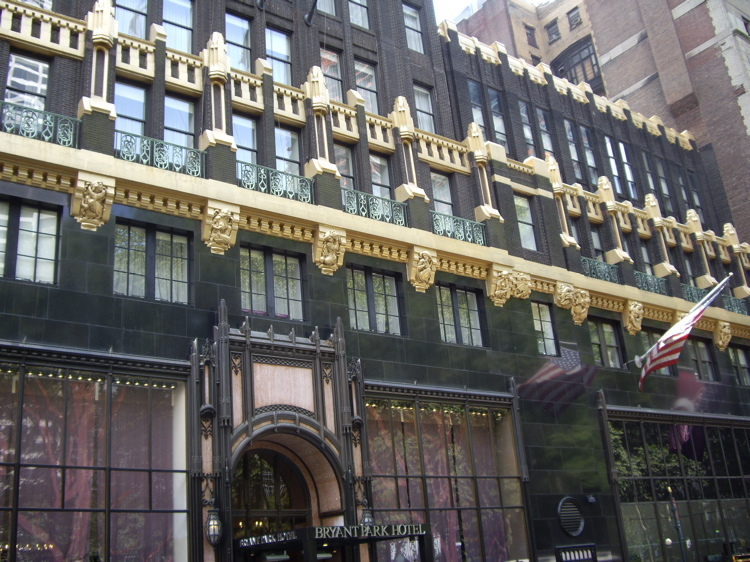
Entrée du bâtiment.

Cet immeuble d'une hauteur de 103 mètres et de 23 étages, conçu par les architectes Raymond Hood et John Howells en 1924, a été construit pour la société American Radiator and Standard Sanitary Company.
La forme de sa structure est basée sur un projet proposé pour le bâtiment du Chicago Tribune, la Tribune Tower. La brique noire, sur la façade de l'immeuble — qui symbolise le charbon —  a été choisie pour donner une idée de solidité et lui conférer son côté massif. Les motifs gothiques du building étaient à l'origine plaqués or — les briques en or symbolisant le feu, les flammes — et l'entrée était décorée de marbre et de  miroirs noirs. Pour l'ornement et les sculptures de l'édifice, Hood et Howells firent appel au sculpteur américain Rene Paul Chambellan (en).

## Exploitation commerciale
Il fut vendu à la société American Standard Companies, Inc., qui rebaptisa le bâtiment, et devint ensuite la propriété de Japonais qui le laissèrent vide pendant des années. En 1998, le gratte-ciel fut vendu à Philip Pilevsky pour 150 millions de dollars. Trois ans plus tard, l'American Standard Building fut converti en hôtel de 130 chambres avec un théâtre en sous-sol, le Bryant Park Hotel.

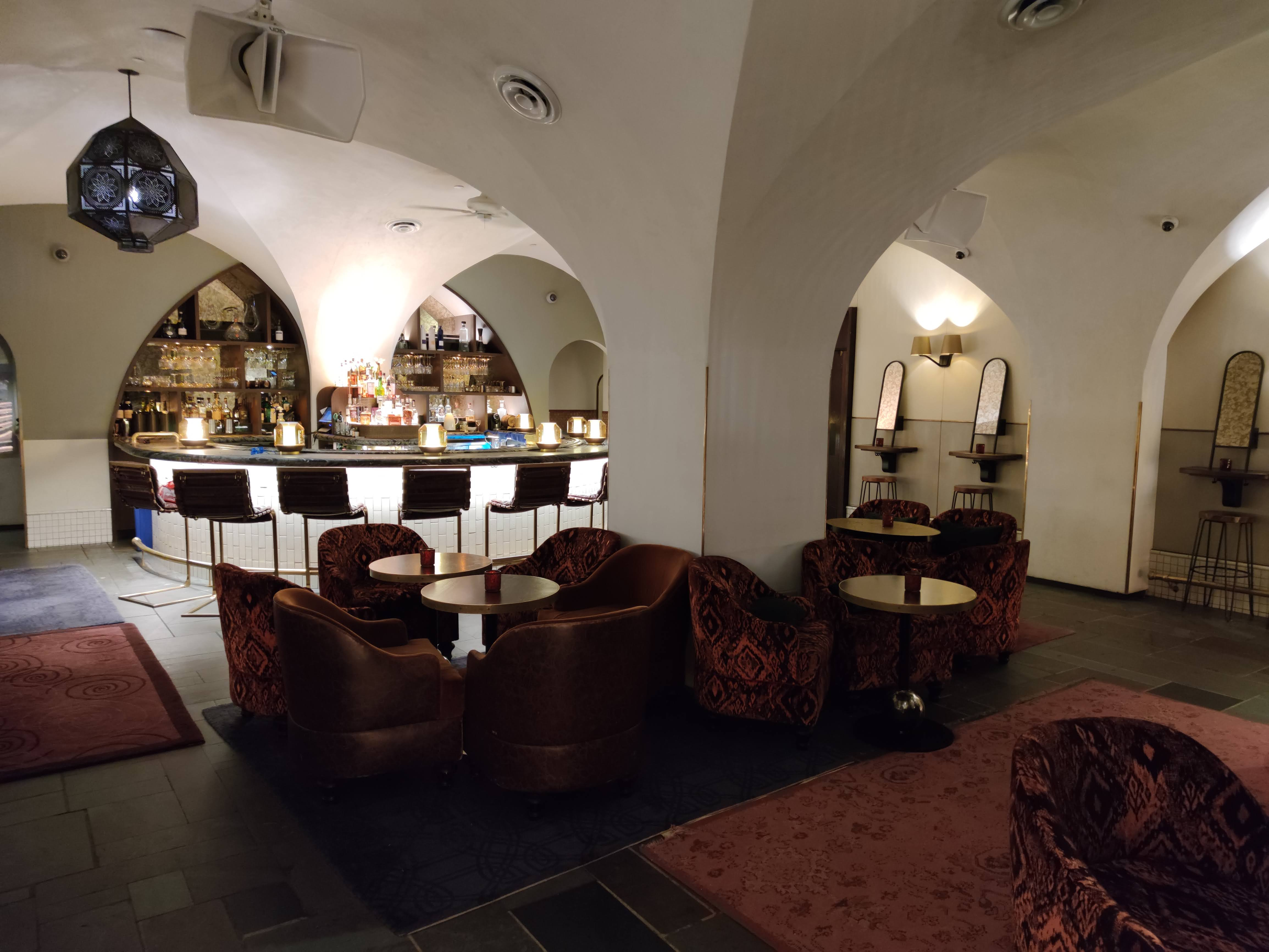
Le bar de l’hôtel.
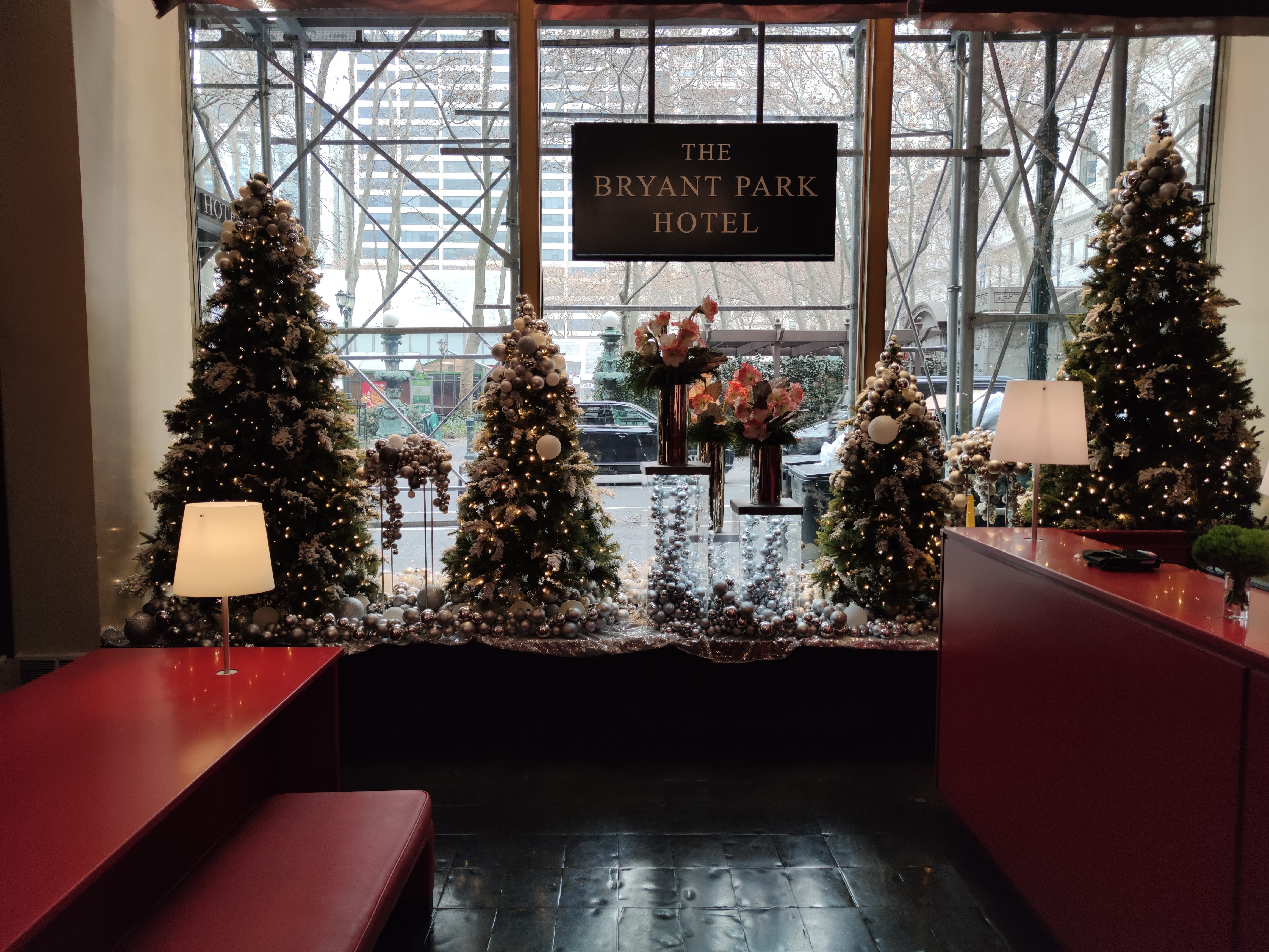
Le vestibule, côté rue.

## Dans la culture populaire
Le gratte-ciel, peint par Georgia O'Keefe en 1927 sous le titre Radiator Building - Night, New York, est le sujet principal d'un tableau très célèbre aux États-Unis .